# Авионска несрећа у Јарослављу 2011.
Авионска несрећа у Јарослављу 2011. догодила се 7. септембра 2011. у 16:02 по локалном времену, када се Јак-42 путнички авион, превозећи професионални хокејашки тим Локомотиву из Јарославља, срушио у близини Јарославља, у Русији. Од 45 путника, 43 је страдало одмах након рушења, хокејаш Александар Галимов, преминуо пет дана касније у болници, само је инжењер лета Александар Сизов преживео.
Тим је летео ка Минску, Белорусија, где је требало да одигра први меч у сезони 2011/12. у Континенталној хокејашкој лиги. Сви играчи из првог тима и 4 из јуниорског били су у авиону. Због трагедије Локомотива је отказала учешће у сезони 2011/12 у Континенталној хокејашкој лиги, али су се такмичила од децембра 2011. године у Вишој хокејашкој лиги, другом рангу такмичења у Русији. Збох несреће руководство лиге је одложило такмичење на пет дана.
Истраживање инцидента је открило да је грешка пилота довела до рушења авиона.

## Ициндент
Авион „јак 42" компаније „Јак сервис“ пао је са мале висине, на удаљености од свега два километра од аеродрома Туношна и запалио се. Један део авиона пао је у реку Волгу. Несрећа се највероватније догодила тако што је авион закачио антену светионика на Аеродрому Туношна у Јарослављу. У авиону је било укупно 45 људи, 37 путника и 8 чланова посаде. Погинуло је 43 људи. Хокејаш Александар Галимов и инжењер лета Александар Сизов су у болници. Александар Галимов је 12. септембра 2011. преминуо у болници у Москви.
Руски председник Дмитриј Медведев, који је био на путу за Јарослављ да би учествовао на глобалном политичком форуму, упутио је саучешће породицама погинулих у несрећи и рекао да ће посетити место несреће.

## Авион
Компанија „Јак сервис“ је има седам авиона (врсте Јак-40 и Јак-42Д). Авион број РА-42 434 је први пут је летео 1993. Важење уверења пловидбености авиона је требало да истекне 1. октобра 2011. Европска агенција за сигурност ваздухопловства (ЕАСА) је 2009. изабрала компанију „Јак-сервис“ као најмање ризичном међу руским компанијама које лете према Европи.

## Истрага
Међудржавни авионски комитет у складу са руским законодавством, је отворила истрагу околности и узроке несреће. Руски ваздухопловне власти су суспендовале све летове са авиона „Јак 42“ после несреће. У току су провере других постојећих авиона истог типа.

## Реакције
Међународни ваздухопловни комитет је формирао комисију да истражи узроке и околности несреће. Председник Међународне хокејашке федерације Рене Фазел је изјавио: „Ово је најмрачнији дан у историји нашег спорта“.
Вече 7. септембра у Јарослављу, је одржана одаја почасти настрадалима. Белики број људи који су доносили доносили цвеће и свеће се окупио испред културног и спортског комплекса Арена 2000. Према неким изворима број учесника се кретао од 10 до 12 хиљада људи. Почаст страдалима одао је и председник руске републике Татарстан Рустам Миниханов који је учествовао на глобалном политичком форуму у Јарослављу.
У јарославској области проглашена тродневна жалост, од 9. до 11. септембра.
Руски председник Дмитриј Медведев изразио је саучешће родбини страдалих у авионској несрећи. Ујутро 8. септембра Медведев је у пратњи гувернера јарославске области Сергеј Вахрукова посетио место катастрофе и положио цвеће на обали реке где се срушио авион. Касније у сусрету са Вахруковим Медведев је рекао је да ће породицама мртвих исплатити новчану надокнаду и да је велики број клубова изразило жељу да помогну Локомотиви и да више је од 30 играча спремно да игра за овај клуб као замена за настрадали састав. Руски председник Дмитриј Медведев је предложио да се драстично смањи број авио компанија, и посебно нагласио да се одлука не односи на трагедију. Стручњаци верују да ће ова одлука довести до нестанка јефтиних авио компаније, односно, што ће довести до повећања трошкова летова у будућности. Медведев је такође говорио у прилог куповини страних авиона, чак и на рачун домаћих произвођача.
У вези са несрећом први су изразили саучешће председник Белорусије Александар Лукашенко председник Украјине Виктор Јанукович и председник Пољске Броњислав Коморовски. Према одлуци Александра Лукашенка 8. септембра у Минск арени, где је требало да се одигра меч између Динама и Локомотиве одржан је парастос, а приход од продаје карата је требало да буде прослеђен Јарославском клубу.
Извршни директор Манчестер јунајтеда, Дејвид Гил упутио је писмо подршке након трагедије, указујући на сличност са Минхенском трагедијом 1958. године у којој је 23 играча Манчестера, особље и новинари изгубило животе. Сезона у КХЛ-у је настављена 12. септембра 2011, када је одиграно седам утакмица. Све утакмице су почеле минутом ћутања.
Дана 9. септембра је одлучено да буде одвојено 2.025.000 рубаља за сваку жртву. Поред тога породице жртава треба да добију 300.000 рубаља из буџета Јарославске облати и 150 хиљада рубаља из буџета града Јарославља. Десетог септембра је одржана комеморација настрадалима у Арени 2000 у Јарослављу којој је присуствовало 100.000 људи. Истог дана, је у Арени Омск одржана опроштајна церемонија за страдалог голмана Александра Вјухина који је провео десет година у Авангарду. Сахрањен је поред хокејаш Алексеја Черепанова, који је такође био играч Авангарда, а умро је 2008. године током утакмице због проблема са срцем. Гувернер Омске области Леонида Полежаев, обећао је да ће пружити финансијску помоћ за породицу Вјухина и да ће подигнути споменик на његовом гробу.

## Путници и посада

### Посада
Посада авиона је била састављена од осморо људи:
| Име и презиме                 | Дужност        | Судбина  |
| ----------------------------- | -------------- | -------- |
| Андеј Анаољевич Соломенцев    | Пилот          | Погинуо  |
| Игор Константинович Жевелов   | Копилот        | Погинуо  |
| Сергеј Валеревич Журавлјев    | Механичар лета | Погинуо  |
| Елена Александровна Сарматова | Стјуардеса     | Погинула |
| Надежда Музафаровна Максумова | Стјуардеса     | Погинула |
| Елена Михајловна Шавина       | Стјуардеса     | Погинула |
| Владимир Јуревич Матјушкин    | Инжењер лета   | Погинуо  |
| Александар Борисович Сизов    | Инжењер лета   | Преживео |

Александар Сизов је примљен у болници са опекотинама 10 одсто тела, преломима лобање и бутне кости. Главни доктор болнице оцењује његово стање као озбиљно, али стабилно. Дана 8. септембра, одлучено је да се Сизов пребаци у Москву на лечење, на институт за хирургију Вишневски.

### Хокејаши
| Име и презиме      | Старост | Позиција | Држављанство | Судбина            |
| ------------------ | ------- | -------- | ------------ | ------------------ |
| Виталиј Аникенко   | 24      | Одбрана  | /            | Погинуо            |
| Михаил Баландин    | 31      | Голман   | Русија       | погинуо            |
| Александр Васјонов | 23      | Нападач  | Русија       | Погинуо            |
| Јозеф Вашичек      | 30      | Нападач  | Чешка        | Погинуо            |
| Александр Вјухин   | 38      | Голман   | /            | Погинуо            |
| Александар Галимов | 26      | Нападач  | Русија       | Преминуо у болници |
| Павол Демитра      | 36      | Нападач  | Словачка     | Погинуо            |
| Роберт Дитрих      | 25      | Одбрана  | /            | Погинуо            |
| Марат Калимулин    | 23      | Одбрана  | Русија       | Погинуо            |
| Александр Калјанин | 23      | Нападач  | Русија       | Погинуо            |
| Андреј Кирјухин    | 24      | Нападач  | Русија       | Погинуо            |
| Никита Клјукин     | 21      | Нападач  | Русија       | Погинуо            |
| Стефан Лив         | 30      | Голман   | /            | Погинуо            |
| Јан Марек          | 31      | Нападач  | Чешка        | Погинуо            |
| Сергеј Остапчук    | 21      | Нападач  | /            | Погинуо            |
| Карел Рахунек      | 32      | Одбрана  | Чешка        | Погинуо            |
| Руслан Салеј       | 36      | Одбрана  | Белорусија   | Погинуо            |
| Карлис Скрастинш   | 37      | Одбрана  | Летонија     | Погинуо            |
| Павел Снурницин    | 19      | Нападач  | Русија       | Погинуо            |
| Даниил Собченко    | 20      | Нападач  | /            | Погинуо            |
| Иван Ткаченко      | 31      | Нападач  | Русија       | Погинуо            |
| Павел Траханов     | 33      | Одбрана  | Русија       | Погинуо            |
| Јуриј Уричев       | 20      | Одбрана  | Русија       | Погинуо            |
| Генадиј Чурилов    | 24      | Нападач  | Русија       | Погинуо            |
| Максим Шувалов     | 18      | Одбрана  | Русија       | Погинуо            |
| Артјем Јрчук       | 21      | Нападач  | Русија       | Погинуо            |

Из тима је преживео једино нападач Александар Галимов, који је примљен на одељењу интензивне неге једне од болница у Јарослављу у критичном стању са 80% опекотина по телу, према другим изворима — 90 %. Дана 8. септембра, одлучено је да се Галимов пребаци у Москву на лечење, на институт за хирургију Вишневски. Александар Галимов је 12. септембра 2011. преминуо у болници у Москви.

### Стручни штаб
Посада авиона је била састављена од осморо људи:
| Име и презиме        | Дужност           | Судбина |
| -------------------- | ----------------- | ------- |
| Бред Меккримон       | Главни тренер     | Погинуо |
| Александар Карповцев | Тренер            | Погинуо |
| Игорь Королјев       | Тренер            | Погинуо |
| Николај Кривоносов   | Кондициони тренер | Погинуо |
| Андреј Зимин         | Доктор            | Погинуо |
| Јуриј Бахвалов       | Масажер           | Погинуо |
| Александр Белјаев    | Масажер           | Погинуо |
| Евгениј Кунов        | Масажер           | Погинуо |
| Вјачеслав Кузнецов   | Масажер           | Погинуо |
| Владимир Пискунов    | Администрадор     | Погинуо |
| Евгениј Сидоров      | Статистичар       | Погинуо |